# Wilhelm Wolff
Wilhelm Friedrich Wolff, soprannominato Lupus (Tarnów, 21 giugno 1809 – Manchester, 9 maggio 1864), è stato un sociologo tedesco.

## Biografia
Wolff nacque a Tarnów. Nel 1831 fu attivo come membro dell'organizzazione studentesca radicale, per il quale fu anche imprigionato tra il 1834 e il 1838.
Nel 1846, a Bruxelles, Wolff divenne amico intimo di Karl Marx e Friedrich Engels. Fu attivo nel Comitato Comunista di Bruxelles, membro della Lega dei Giusti, e co-fondatore della Lega dei Comunisti nel 1848. Servì come redattore nella Neue Rheinische Zeitung nel 1848-9 e come membro dell'Assemblea nazionale di Francoforte.
Wolff emigrò in Svizzera nel 1849 e poi in Inghilterra nel 1851.

## Eredità
Alla sua morte, Wolff lasciò un patrimonio sostanziale a Marx, il quale, per sdebitarsi, appose al primo volume de Il Capitale la dedica: "Per il mio amico indimenticabile, Wilhelm Wolff. Intrepido, fedele, nobile protagonista del proletariato."
Il dramma di Gerhart Hauptmann, Die Weber (I tessitori) si basava sul saggio di Wolff, in particolare la rivolta dei tessitori svoltasi in Slesia nel 1844, intitolato Das Elend und der Aufuhr in Schlesien.